# Phát thanh nghiệp dư

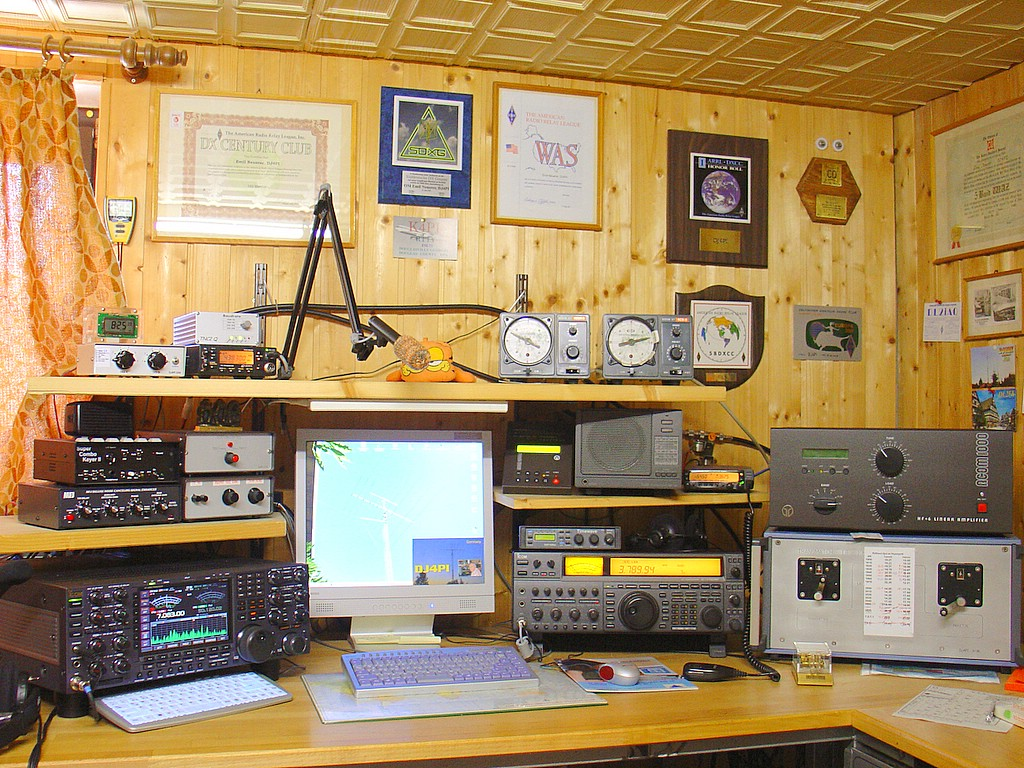
Một ví dụ về một đài phát thanh nghiệp dư với bốn máy thu phát, bộ khuếch đại và máy tính để ghi nhật ký và cho các chế độ kỹ thuật số. Trên tường là các ví dụ về các giải thưởng radio, chứng chỉ khác nhau và thẻ báo cáo tiếp nhận (thẻ QSL) từ một trạm nghiệp dư nước ngoài.

Phát thanh nghiệp dư, còn được gọi là radio nghiệp dư, là việc sử dụng phổ tần số vô tuyến cho mục đích trao đổi tin nhắn phi thương mại, thử nghiệm không dây, tự đào tạo, giải trí tư nhân, radiosport, thi đấu và liên lạc khẩn cấp. Thuật ngữ "nghiệp dư" được sử dụng để chỉ định "một người được ủy quyền hợp lệ quan tâm đến thực hành phóng xạ với mục đích hoàn toàn cá nhân và không có lợi ích tiền bạc;"  (bằng tiền trực tiếp hoặc phần thưởng tương tự khác) và để phân biệt với phát thanh thương mại, an toàn công cộng (như cảnh sát và cứu hỏa) hoặc dịch vụ vô tuyến hai chiều chuyên nghiệp (như hàng hải, hàng không, taxi, v.v.).
Dịch vụ vô tuyến nghiệp dư (dịch vụ nghiệp dư và dịch vụ vệ tinh nghiệp dư) được thành lập bởi Liên minh Viễn thông Quốc tế (ITU) thông qua Quy định phát thanh. Chính phủ quốc gia quy định các đặc tính kỹ thuật và hoạt động của truyền và cấp giấy phép trạm riêng với một dấu hiệu nhận dạng duy nhất, phải được sử dụng trong tất cả các truyền. Các nhà điều hành nghiệp dư phải có giấy phép radio nghiệp dư có được bằng cách vượt qua bài kiểm tra của chính phủ thể hiện kiến thức radio kỹ thuật đầy đủ và kiến thức pháp lý về các quy định vô tuyến của chính phủ sở tại.
Những người phát thanh nghiệp dư bị giới hạn trong việc sử dụng các băng tần nhỏ, các băng tần vô tuyến nghiệp dư, được phân bổ trên toàn phổ vô tuyến, nhưng trong các băng tần này được phép truyền trên bất kỳ tần số nào bằng nhiều chế độ liên lạc thoại, văn bản, hình ảnh và dữ liệu. Điều này cho phép liên lạc qua một thành phố, khu vực, quốc gia, lục địa, thế giới hoặc thậm chí vào không gian. Ở nhiều quốc gia, các nhà khai thác vô tuyến nghiệp dư cũng có thể gửi, nhận hoặc chuyển tiếp liên lạc vô tuyến giữa các máy tính hoặc máy thu phát được kết nối với các mạng riêng ảo an toàn trên Internet.